# Ercolania funerea
Ercolania funerea är en snäckart som först beskrevs av A. Costa 1867.  Ercolania funerea ingår i släktet Ercolania och familjen Stiligeridae. Inga underarter finns listade i Catalogue of Life.